# Ágios Vassílios (Thessalonique)
Pour les articles homonymes, voir Ágios Vassílios.
Ágios Vassílios (grec moderne : Άγιος Βασίλειος) est une localité située dans le dème de Langadás, dans le district régional de Thessalonique, dans la periphérie de Macédoine-Centrale, en Grèce.
Selon le recensement de 2011, elle compte 1 309 habitants.